# Pardachirus morrowi
Pardachirus morrowi är en fiskart som först beskrevs av Chabanaud, 1954.  Pardachirus morrowi ingår i släktet Pardachirus och familjen tungefiskar. Inga underarter finns listade i Catalogue of Life.